# Skřivánek (Pardubice)
Skřivánek, popř. Na Skřivánku je místní část Pardubic, součástí městského obvodu Pardubice V. Nachází se jižně od železniční tratě 010, na západě hraničí se sídlištěm Dukla a na východě s Višňovkou. Protínají ji silnice druhé třídy II/322 ze západu ke křižovatce se silnicí II/324, která část kříží ze severu na jih a tvoří tím její osu.
Na jeho území se nachází Anglické gymnázium, dále ZŠ Waldorfská, ZUŠ Bonifantes a Křesťanská ZŠ a MŠ ZOE.

## Etymologie a dřívější názvy
Skřivánek je odvozen od dřívějších názvů „Na Skřivánčím poli“ nebo „Skřivánčí pole“, které mají jméno podle kováře Jindřicha Skřivánka, který vlastnil v 20. letech 17. století v oblasti pole.
Před otevřením podjezdu pod železniční tratí se oblast jmenovala „Za Šraňky“, podle lidového označení závor na dřívějším, nahrazeném přejezdu.